# Ramiro Ballivián
Ramiro Daniel Ballivián (Coripata, 8 aprile 1992) è un calciatore boliviano, difensore dell'Universitario de Sucre.